# 鳥取県道181号湖山停車場布勢線
鳥取県道181号湖山停車場布勢線（とっとりけんどう181ごう こやまていしゃじょうふせせん）は、鳥取県鳥取市を通る一般県道である。

## 概要
鳥取市湖山町東1丁目から鳥取市桂見に至る。鳥取県道156号鳥取港湖山停車場線の湖山停車場がJR貨物 湖山オフレールステーションを指すのに対し、本路線はJR西日本山陰本線 湖山駅そのものを指している。
終点が鳥取市桂見になったのは鳥取県道21号鳥取鹿野倉吉線のバイパス（通称：国体道路）が整備され、そこまで路線が延長されたためである。

### 路線データ
- 起点：鳥取市湖山町東1丁目（JR西日本山陰本線 湖山駅前）
- 終点：鳥取市桂見（桂見西交差点、鳥取県道21号鳥取鹿野倉吉線交点、鳥取県道264号鳥取空港布勢線終点）
- 総延長：2.7 km

## 歴史
- 1995年（平成7年）3月28日 - 鳥取県告示第275・277・279・281号により、バイパスの鳥取市湖山町南4丁目 - 鳥取市布勢・布勢交差点間が鳥取県道264号鳥取空港布勢線に変更[1]。
- 1999年（平成11年）3月31日 - 鳥取県告示第230・232・234号により、鳥取県道21号鳥取鹿野倉吉線の鳥取市布勢・日吉神社入口交差点 - 同・布勢交差点間を当路線（鳥取市道2010169号古海高住線との重用区間）に変更[2]。

## 路線状況

### 重複区間
- 鳥取県道318号伏野覚寺線（鳥取市湖山町東1丁目・湖山駅入口交差点 - 鳥取市湖山町東1丁目・布勢入口交差点）
- 鳥取市道2010169号古海高住線（鳥取市布勢・日吉神社入口交差点 - 鳥取市布勢・布勢交差点）
- 鳥取県道264号鳥取空港布勢線（鳥取市布勢・布勢交差点 - 鳥取市桂見・桂見西交差点（終点））

## 地理

### 通過する自治体
- 鳥取市

### 交差する道路
| 交差する道路                                                                      | 交差する場所  | 交差する場所        |
| --------------------------------------------------------------------------------- | ------------- | ------------------- |
| 鳥取県道318号伏野覚寺線 重複区間起点                                              | 湖山町東1丁目 | 湖山駅入口交差点    |
| 鳥取県道318号伏野覚寺線 重複区間終点                                              | 湖山町東1丁目 | 布勢入口交差点      |
| 鳥取市道2010169号古海高住線 重複区間起点                                          | 布勢          | 日吉神社入口交差点  |
| 鳥取県道264号鳥取空港布勢線 重複区間起点 鳥取市道2010169号古海高住線 重複区間終点 | 布勢          | 布勢交差点          |
| 鳥取県道21号鳥取鹿野倉吉線 鳥取県道264号鳥取空港布勢線 重複区間終点               | 桂見          | 桂見西交差点 / 終点 |

### 交差する鉄道
- 山陰本線

### 沿線
- JR西日本山陰本線 湖山駅
- 鳥取県立鳥取緑風高等学校
- 鳥取県立布勢総合運動公園（コカ・コーラウエストスポーツパーク） - わかとり国体（1985年（昭和60年））の主会場になったところ。
- とっとり出合いの森
- 湖山池